# Los Jaivas
Los Jaivas ist eine chilenische Folk-Rock-Gruppe aus Viña del Mar.

## Geschichte

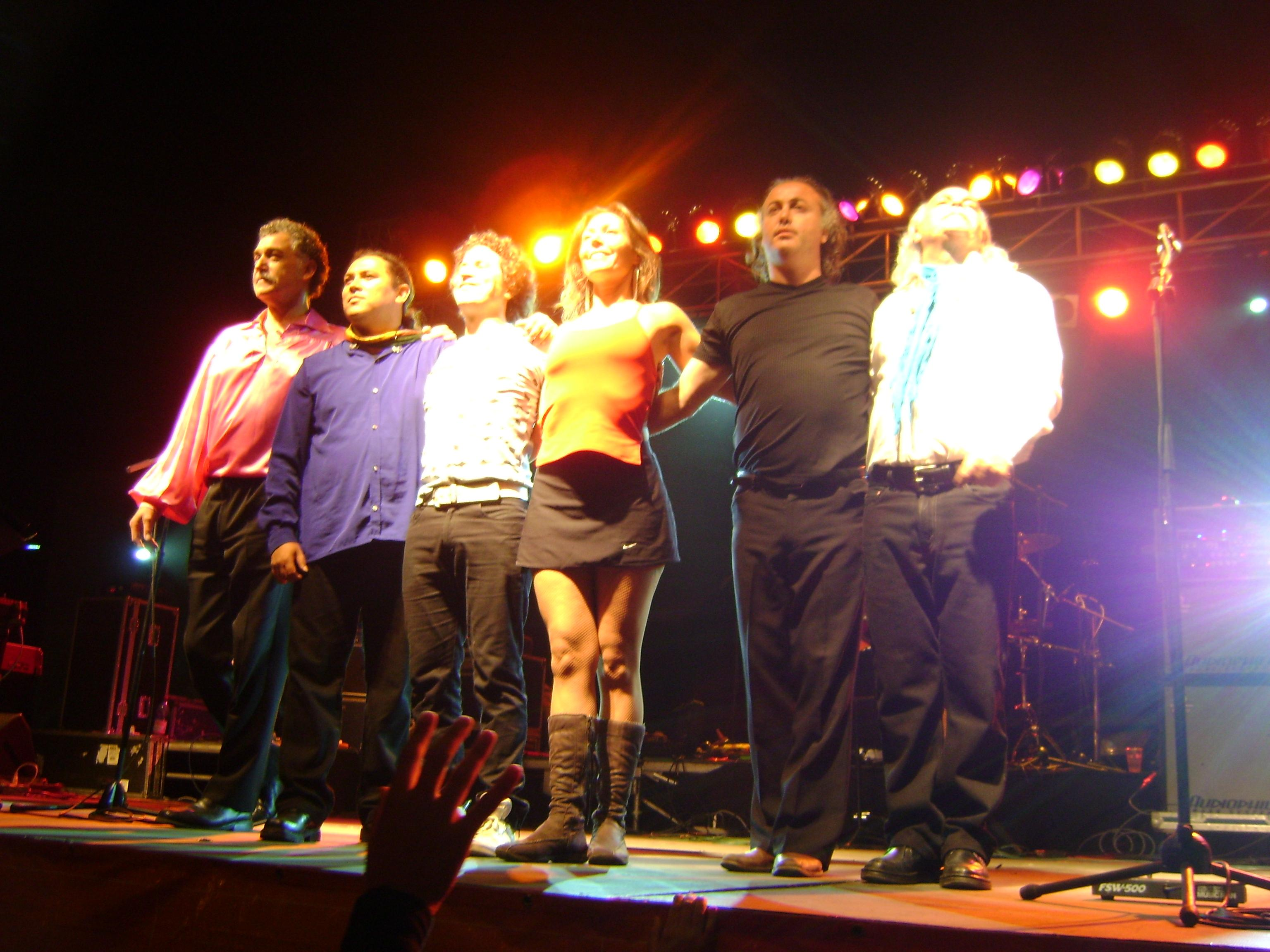
Los-Jaivas-Konzert 2009 in Pichilemu

Die Band wurde 1963 gegründet. Die Parra-Brüder lernten Mario Mutis und Gato Alquinta kennen, als sie Kinder waren und begannen zusammen Musik zu spielen. Durch Auftritte auf Partys wurden sie in ihrer Stadt bekannt. Der ehemalige Name der Gruppe war High-bass, was später aber in „Jaivas“ geändert wurde. „Jaivas“ klingt wie „Jaiba“, ein chilenisches Dialekt-Wort für Krabbe.
Die Bandmitglieder lebten von 1973 bis 1977 nach dem chilenischen Putsch in Argentinien, dann gingen sie nach Frankreich und blieben dort bis 1981.

## Diskografie

### Studioalben
- La Vorágine
- El Volantín (eigentlich Los Jaivas)
- Todos juntos (auch La Ventana, eigentlich Los Jaivas)
- Palomita blanca
- Los Sueños de América
- El indio (eigentlich Los Jaivas)
- Todos Juntos
- Canción del Sur
- Alturas de Machu Picchu
- Aconcagua
- Obras de Violeta Parra
- Si tú no estás
- Hijos de la tierra
- Trilogía: El Reencuentro
- Mamalluca
- Arrebol

### Livealben
- Los Jaivas en Argentina
- Los Jaivas en Moscú
- Los Jaivas en Vivo

### Best-Of
- Mambo de Machaguay
- En el Bar-Restaurant 'Lo Que Nunca Se Supo'
- Obras Cumbres
- Canción de Amor